# Saint-Genis-Pouilly

Saint-Genis-Pouilly este o comună în departamentul Ain din estul Franței.